# 灰白蜡瓣花
灰白蜡瓣花（学名：Corylopsis glandulifera var. hypoglauca）为金缕梅科蜡瓣花属下的一个变种。

## 扩展阅读
- 維基物種上的相關：灰白蜡瓣花